# William Jennings Bryan
Pour les articles homonymes, voir Bryan.

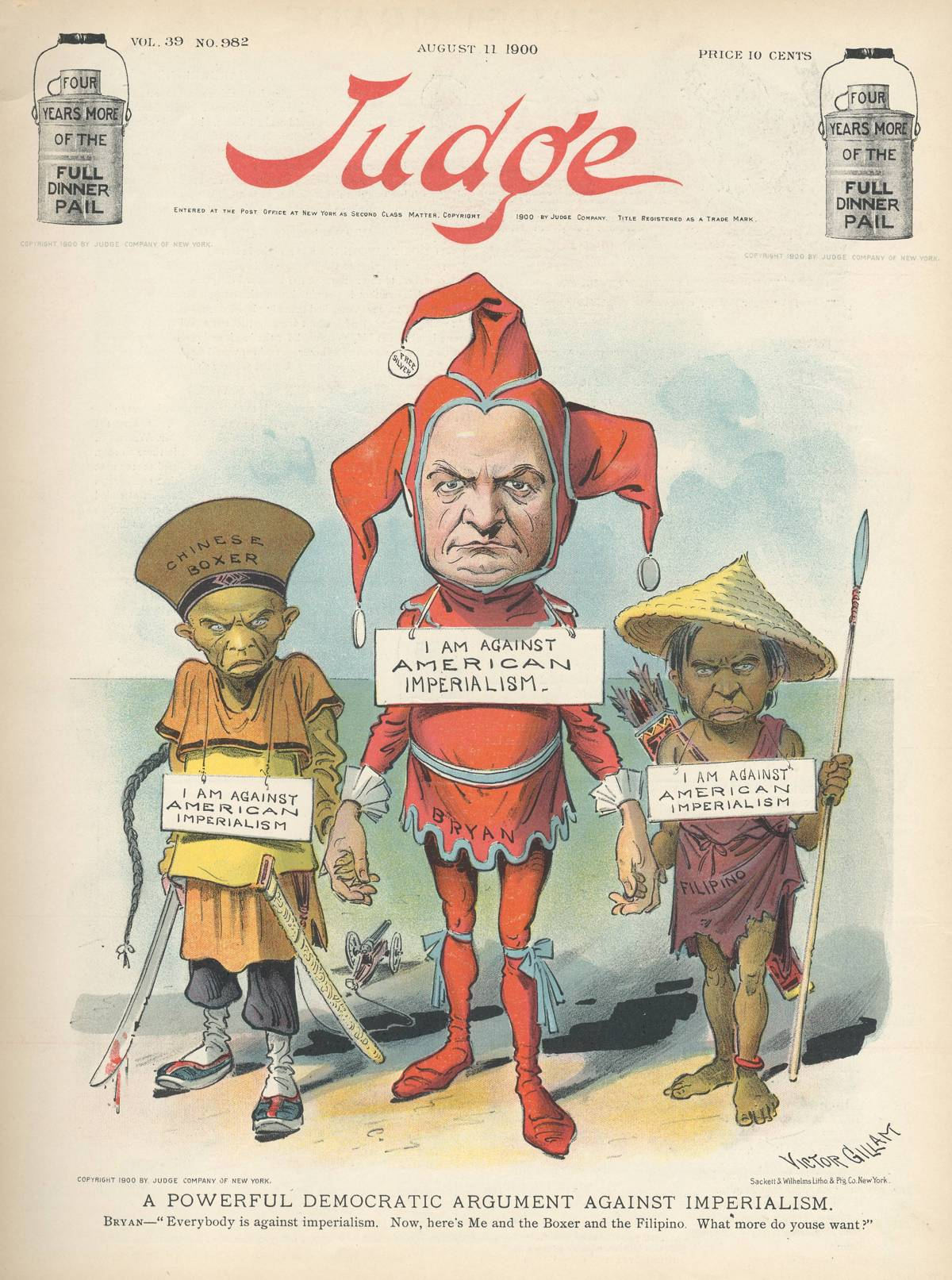
Caricature représentant W.J. Bryan en anti-impérialiste.

William Jennings Bryan, né le 19 mars 1860 à Salem (Illinois) et mort le 26 juillet 1925 à Dayton (Tennessee), est un avocat et un homme politique américain, populiste, pacifiste et libéral. Membre du Parti démocrate, il est trois fois candidat à l’élection présidentielle, représentant du Nebraska entre 1891 et 1895 puis secrétaire d'État des États-Unis entre 1913 et 1915 dans l'administration du président Woodrow Wilson.
Presbytérien très croyant, il a foi dans les valeurs américaines et se veut le défenseur de l'Américain ordinaire. Il s'oppose aussi résolument à la théorie de l'évolution et à l'impérialisme.

## Biographie
William Jennings Bryan est le fils aîné de Silas Bryan, un riche fermier de l'Illinois et juge, et de Mariah Bryan.
Après avoir obtenu son diplôme de juriste à la Northwestern University Pritzker School of Law (en), il exerce sa profession d'avocat à Jacksonville (Illinois) avant d'emménager à Lincoln (Nebraska). De 1891 à 1895 il exerce le mandat de représentant du Nebraska au Congrès des États-Unis.

### Candidat à la présidence
En 1896, âgé de 36 ans, il est désigné par le Parti démocrate pour briguer la présidence face au républicain William McKinley après son discours de la Croix d'or lors de la convention du parti. Il reçoit alors le soutien du Parti populiste. La quasi-totalité de la presse mène contre lui une campagne dépréciative, le présentant comme un extrémiste. Il fait également l'objet d'attaques xénophobes. William Jennings Bryan est alors un adversaire politique du dernier président démocrate, le conservateur Grover Cleveland. Arthur Sewall est choisi pour être le candidat démocrate à la vice-présidence. William McKinley, fortement soutenu par Marcus Hanna et les milieux financiers, remporta l’élection avec 51,03 % des voix et 271 votes de grands électeurs contre 46,70 % des voix et 176 à Bryan.
En 1900, William Jennings Bryan est de nouveau le candidat démocrate avec Adlai Ewing Stevenson comme candidat à la vice-présidence. Il est de nouveau battu par McKinley avec 45,52 % des voix (et 155 grands électeurs) contre 51,64 % au président sortant.
En 1908, il est encore le candidat démocrate à la présidence. John Worth Kern est le candidat démocrate à la vice-présidence. Il n’obtient que 43,04 % des suffrages et 162 grands électeurs contre 51,57 % au républicain William Howard Taft.

### Influence majeure dans la vie politique américaine
Bien que n’ayant gagné aucune élection depuis 1892, William Jennings Bryan garde une influence très importante au sein du Parti démocrate. Il appartient à l'aile gauche du parti, qui est opposée au colonialisme et à toute visée impérialiste. Il s’oppose notamment à l’annexion des Philippines.
En 1912, fort de son capital politique, il contribue à assurer la nomination de Woodrow Wilson à la candidature démocrate à l’élection présidentielle. La popularité de Bryan porte le nouveau président à le nommer secrétaire d'état où les deux hommes s'entendent pour ne pas continuer la diplomatie du dollar de William Howard Taft. Ils collaborent ensemble sur les politiques internes,. Il signe entre autres le traité Bryan-Chamorro avec le Nicaragua. Malgré les oppositions de Bryan aux interventions étrangères, il participe aux interventions en Haïti, en République dominicaine et au Mexique.
Cependant, son engagement envers les petits agriculteurs était principalement axé sur les Blancs pauvres. Il nourrissait des préjugés similaires contre les Afro-Américains comme presque tous les politiciens blancs de son temps. Son mépris s'est manifesté dans une remarque qu'il a faite lors de l'intervention militaire américaine en Haïti en 1916 : « Pensez simplement - des nègres qui parlent français ! » Il n'a pas non plus réussi à gagner les électeurs urbains (par exemple, les ouvriers de l'industrie) et les immigrants qui, comme les Noirs, devaient constituer la base de la victoire du démocrate Woodrow Wilson à l'élection présidentielle de 1912.
Pacifiste et anti-impérialiste, William Jennings Bryan démissionne le 8 juin 1915, convaincu de l’entrée prochaine de son pays dans la Première Guerre mondiale.
Il s’établit ensuite en Floride où il évolue au sein de nombreuses organisations chrétiennes fondamentalistes. En 1920, il est l’un des plus ardents critiques de la théorie de l’évolution et un des partisans de la prohibition. Il apporte son soutien à un amendement constitutionnel visant à interdire l’enseignement de l’évolution dans les écoles et certains États adopteront de telles restrictions à la suite de ses campagnes.
Il meurt le 26 juillet 1925, en plein combat contre les théories de Darwin et de l’évolution, peu après le procès contre John Thomas Scopes, dit procès du singe, à l’issue duquel ce dernier se voit condamné à une amende symbolique.
William Jennings Bryan est inhumé au cimetière national d'Arlington.
En 1924, son frère Charles Wayland Bryan, alors gouverneur du Nebraska, est candidat à la vice-présidence des États-Unis.

## Postérité
Le Bryan College (en) à Dayton, Tennessee, un établissement chrétien, a été baptisé en son honneur.